# 데이지 맥클라킨
데이지 매크래킨(Daisy McCrackin, 1981년 11월 12일 ~ )은 미국의 배우, 싱어송라이터, 작곡가이다.
로스앤젤레스에서 태어났다.

## 영화
- 델리리움 (2018년)
- 트립 하우스 (2016년)
- 쉬 라이즈 (2016년)
- 아틀라스 슈러그드: 파트 1 (2011년) - 클러크 역
- 라스베가스 습격작전 (2010년)
- 할로윈 8 - 부활 (2002년)
- 어 크랙 인 더 플로어 (2001년)
- 3000 마일 (2001년)